# Амидан, Элькурия
Элькурия «Рабаб» Амидан (Elkouria «Rabab» Amidane, араб. إلكوريا أميدان‎; род. 29 сентября 1985) — западносахарская правозащитница. Элькурия Амидан на протяжении многих лет вела ненасильственную борьбу за самоопределение Западной Сахары и за права сахарских учащихся против Марокко. За свою деятельность по защите прав человека и народа Западной Сахары Элькурия Амидан в бытность студенткой была удостоена Студенческой премии мира 2009 года, а также премии демократии «Ordfront» 2011 года в шведском парламенте.
Она осуждает дискриминацию сахравидских учеников в школе на основании их родного наречия хасания. С помощью международных правозащитных организаций (в том числе Amnesty International) она распространяет видео- и фотоматериалы, документирующие нарушения марокканскими властями прав человека в отношении населения Западной Сахары. За свою политическую деятельность Амидан и её семья подвергались преследованиям, их задерживали и бросали в тюрьму, а марокканская полиция неоднократно совершала налёты на их жильё.

## Биография

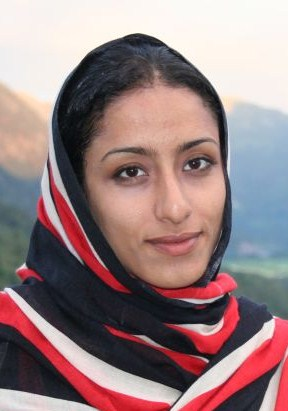
Рабаб Амидан

### Ситуация в Западной Сахаре
До 1975 года Западная Сахара (Рио-де-Оро) была испанской колонией и одним из последних колониальных владений в Африке. Затем разразилась война Между претендующими на эту территорию соседними странами и западносахарским национально-освободительным движением, Фронтом ПОЛИСАРИО, провозгласившим Сахарскую Арабскую Демократическую Республику (САДР) с правительством в изгнании в Тиндуфе (Алжир). Мавритания вышла из войны в 1979 году, а Марокко в конечном итоге установило фактический контроль над большей частью территории, включая все крупные города и природные ресурсы.

### Ранние годы
Амидан ходила в начальную школу в своём родном городе Эль-Аюн, где все учителя были марокканскими. Она столкнулась с дискриминацией местных учеников, говорящих на хасании. Для получения высшего образования Элькурии пришлось поехать в Марокко, поскольку в Западной Сахаре нет университетов и других вузов.

### Правозащитная деятельность

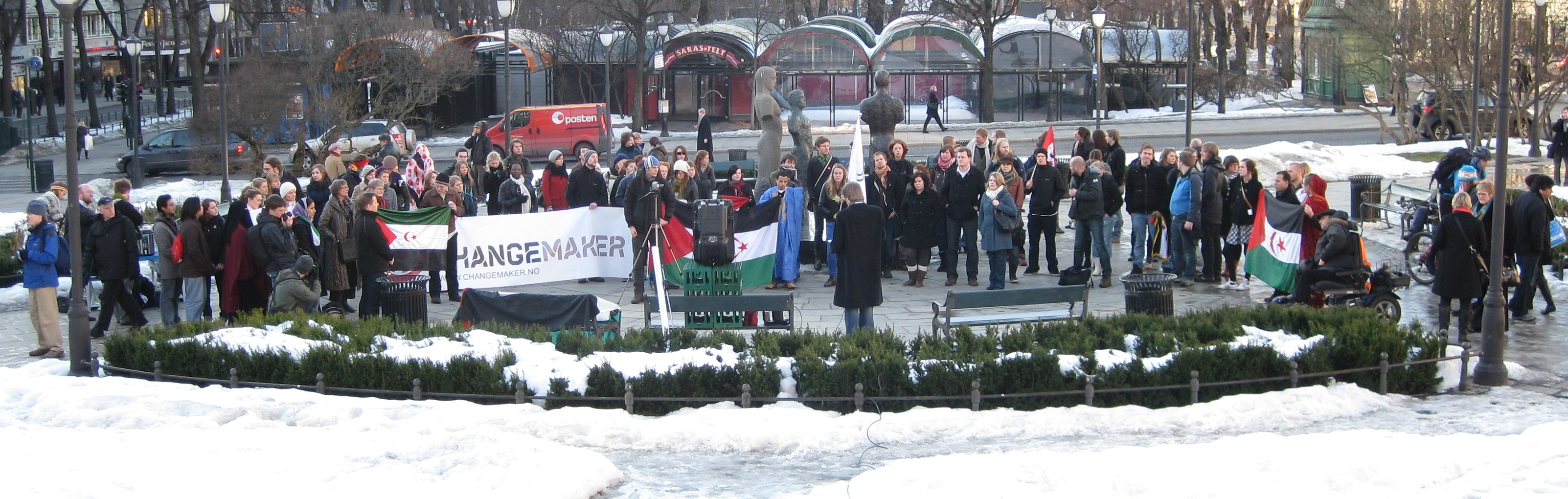
Демонстрация в поддержку Рабаб Амидан, лауреатки Студенческой премии мира 2009 года, у парламента Норвегии. Осло, 11 марта 2009 г.

В 2005 году, когда началась интифада независимости, младший брат Элькурии Эль-Вали Амидан вместе с десятками правозащитников был арестован марокканской полицией. Им были вынесены приговоры до одного года лишения свободы. В 2006 году Эль-Вали Амидан вновь был задержан и приговорён на этот раз к 5 годам тюремного заключения. И Элькурия Амидан, и остальная её семья также были заключены в тюрьму и подвергнуты пыткам из-за своей политической активности. Сообщалось о жестоком обращении и задержании членов семьи Амидан, а также о многочисленных рейдах марокканской полиции в их дом.
С 20 июля по 6 августа 2007 года 22-летняя студентка Амидан побывала в Норвегии и Швеции, встречаясь со своими одногодками-студентами различных университетов и рассказывая о борьбе в Западной Сахаре. Она встретилась с норвежским политиком социал-демократической Рабочей партии Трулсом Викхольмом и лидерами молодёжной организации партии, а также с представителями насчитывающего 200 000 членов Норвежского студенческого союза и Норвежской ассоциации студентов, которые выразили твердую поддержку её делу. Большинство этих организаций подписались под направленным правительству Марокко письмом в защиту прав учеников и студентов-сахрави.
Амидан стремится рассказать миру о жестоком обращении властей Марокко с сахравидским народом. Через сеть международных правозащитных организаций она распространила видео- и фото-доказательства нарушений прав западносахарского населения, которые использовались такими НПО, как Amnesty International.
4 февраля 2009 года Элькурия Амидан была удостоена Студенческой премии мира за свою работу в защиту прав человека и народа Западной Сахары. 21 октября 2011 года ей в шведском парламенте вручили премию демократии, учреждённую издательским домом «Ordfront».